# Libéria hívójelkörzetei
Libéria hívójelkörzetei követik a megyék határait, egy hívójelkörzetbe egy vagy több megye tartozik.
Libéria számára az ITU az 5[L..M], 6Z, A8, D5, EL hívójelprefixeket osztotta ki.

## Libéria hívójelkörzetei[1][2][3]
| Prefix  | Körzet | Hely/jelleg                   | ITU zóna | CQ zóna |
| ------- | ------ | ----------------------------- | -------- | ------- |
| 5[L..M] | [0..9] | Libéria                       | 46       | 35      |
| 6Z      | [0..9] | Libéria                       | 46       | 35      |
| A8      | [0..9] | Libéria                       | 46       | 35      |
| D5      | [0..9] | Libéria                       | 46       | 35      |
| EL      | 0      | Novice licensz, klubállomások | 46       | 35      |
| EL      | 1      | Grand Bassa megye             | 46       | 35      |
| EL      | 1      | Rivercess megye               | 46       | 35      |
| EL      | 2      | Montserrado megye             | 46       | 35      |
| EL      | 2      | Margibi megye                 | 46       | 35      |
| EL      | 2      | Bomi kerület                  | 46       | 35      |
| EL      | 3      | Sinoe megye                   | 46       | 35      |
| EL      | 4      | Maryland megye                | 46       | 35      |
| EL      | 4      | Grand Kru megye               | 46       | 35      |
| EL      | 4      | River Gee megye               | 46       | 35      |
| EL      | 5      | Lofa megye                    | 46       | 35      |
| EL      | 6      | Grand Gedeh megye             | 46       | 35      |
| EL      | 7      | Bong megye                    | 46       | 35      |
| EL      | 8      | Nimba megye                   | 46       | 35      |
| EL      | 9      | Grand Cape Mount              | 46       | 35      |

## Lajstromjel
Vízi és légi járművek lajstromjelezéséhez az A8 prefixet használják.